# Подостапы
Подостапы (укр. Підостапи) — село на Украине, основано в 1739 году, находится в Лугинском районе Житомирской области.
Код КОАТУУ — 1822882003. Население по переписи 2001 года составляет 129 человек. Почтовый индекс — 11341. Телефонный код — 4161. Занимает площадь 0,79 км².

## Адрес местного совета
11340, Житомирская область, Лугинский р-н, Калиновка, Школьная, 49